# アドゥワ大
アドゥワ 大（アドゥワ まさる、Masaru Aduwa、1996年6月11日 - ）は、熊本県熊本市出身の元プロ野球選手（投手）。右投右打。
広島東洋カープ投手のアドゥワ誠は弟。

## 経歴

### プロ入り前
ナイジェリア出身の父と、実業団チームのダイエー・オレンジアタッカーズの元バレーボール選手である酒本純子の間に生まれる。出水南小3年のときに野球を始め、出水中では「熊本中央リトルシニア」でプレー。
高校は親元を離れ、九州国際大学付属高校に進学。3年夏に甲子園大会に出場するも初戦敗退し、登板機会を得られなかった。同級生に清水優心、古澤勝吾がいる。
東京農業大学北海道オホーツクに進み、1年春からベンチ入り。春季リーグ開幕戦で勝利をあげ、全日本大学選手権2回戦の上武大戦にも登板した。しかし、2年春に左膝、3年秋に右肩を故障するなど大学4年間で満足に投げられない期間が続き、北海道六大学野球リーグ戦の通算成績は3勝2敗。前年に広島東洋カープに入団した弟・誠の活躍にも刺激を受け、プロ志望届を提出するもドラフト指名から漏れた。同学年に岡本直也、1学年上に周東佑京がいる。
大学卒業後は新潟県の社会人野球・バイタルネットに入部。1年目から公式戦に登板し、先発・救援ともにこなしたが、重要な場面を任されるまでには至らず、在籍した2シーズンで好成績を収められなかった。

### BCリーグ・新潟時代
2020年11月14日、独立リーグのベースボール・チャレンジ・リーグのドラフト会議にて新潟アルビレックス・ベースボール・クラブの特別合格選手の1人として発表される。2021年シーズンより新潟でプレーし、NPB入りに挑戦することを表明した。24歳での入団は、新加入選手の中では最年長である。
2021年4月21日の対福島レッドホープス戦（しらさわグリーンパーク）でBCL公式戦初登板。6点リードの最終回二死走者なしの場面での救援登板で、最終的には三振を奪って無失点でゲームを締めたが、与四球1、被安打1でランナーを溜めるという不安の残る内容だった。最終的に、14試合に救援投手として登板したが、防御率8点台の成績に終わった。
10月12日に退団（任意引退）が発表された。

### 退団後
新潟退団後は、独立リーグからの引退者の就職先として採用活動を行っている東京都江戸川区の運送会社・株式会社KHの野球部で軟式野球をプレーしている。

## 選手としての特徴
最高球速は145km/h。2mの長身とリーチを生かした投げ下ろす角度の投球が持ち味。変化球はカーブ、スライダー、チェンジアップを駆使し、これらも高い位置から振り下ろして打者を翻弄する。

## 詳細情報

### 独立リーグでの投手成績
| 年 度     | 球 団     | 登 板 | 先 発 | 完 投 | 完 封 | 無 四 球 | 勝 利 | 敗 戦 | セ 丨 ブ | ホ 丨 ル ド | 勝 率 | 打 者 | 投 球 回 | 被 安 打 | 被 本 塁 打 | 与 四 球 | 敬 遠 | 与 死 球 | 奪 三 振 | 暴 投 | ボ 丨 ク | 失 点 | 自 責 点 | 防 御 率 | W H I P |
| --------- | --------- | ----- | ----- | ----- | ----- | -------- | ----- | ----- | -------- | ----------- | ----- | ----- | -------- | -------- | ----------- | -------- | ----- | -------- | -------- | ----- | -------- | ----- | -------- | -------- | ------- |
| 2021      | 新潟      | 14    | 3     | 0     | 0     | 0        | 0     | 1     | 0        | 0           | .000  | 78    | 15.0     | 23       | 1           | 12       | -     | 0        | 16       | 1     | 1        | 16    | 14       | 8.40     | 2.33    |
| 通算：1年 | 通算：1年 | 14    | 3     | 0     | 0     | 0        | 0     | 1     | 0        | 0           | .000  | 78    | 15.0     | 23       | 1           | 12       | -     | 0        | 16       | 1     | 1        | 16    | 14       | 8.40     | 2.33    |

### 背番号
- 14 （2021年）